# Malimba I
Pour les articles homonymes, voir Malimba.
Malimba I  est un village du canton Malimba de la commune d'Édéa IIe, Région du Littoral au Cameroun, 

## Géographie
Il est situé à 14 km au nord du chef-lieu communal Ekité, sur la route P14 qui lie Edéa à Douala.

## Population et développement
En 1967, la population de Malimba I était de 485 habitants. La population de Malimba I était de 1 508 habitants dont 800 hommes et 708 femmes, lors du recensement de 2005. 
Elle est essentiellement composée de Malimba. On y parle le malimba, une langue bantoïde méridionale.

## Histoire
Le village était proche d'un établissement français pratiquant les Traites négrières, qui comptait en mars 1774 plus de 300 colons français, marins et marchands, retranchés dans un site montagneux fortifié au dessus de la crique et qui utilisaient les alcools importés pour acheter des esclavesInterprétation abusive ?.

## Transports
Le village dispose de la gare de Malimba I sur la ligne ferroviaire du Transcamerounais.